# Ogcocephalidae
Ogcocephalidae Jordan, 1895 è una famiglia di pesci oceanici.

## Generi
- Coelophrys (Brauer, 1902)
- Dibranchus (Peters, 1876)
- Halicmetus (Alcock, 1891)
- Halieutaea (Valenciennes in Cuvier e Valenciennes, 1837)
- Halieutichthys (Poey in Gill, 1863)
- Halieutopsis (Garman, 1899)
- Malthopsis (Alcock, 1891)
- Ogcocephalus (Fischer, 1813)
- Solocisquama (Bradbury, 1999)
- Zalieutes (Jordan e Evermann, 1896)

Alla famiglia è ascritto anche il genere fossile Tarkus, dell'Eocene di Monte Bolca.